# Mendon (Utah)
Mendon es una ciudad del condado de Cache, estado de Utah, Estados Unidos. Según el censo de 2000 la población era de 898 habitantes. Incluye el área metropolitana estadística parcial de Logan (Utah)-Idaho.

## Geografía
Mendon se encuentra en las coordenadas 41°42′31″N 111°58′30″O / 41.70861, -111.97500.
Según la oficina del censo de Estados Unidos, la ciudad tiene una superficie total de 3,2 km². No tiene superficie cubierta de agua.
- Datos: Q483241
- Multimedia: Mendon, Utah / Q483241